# Corfou (district régional)
Pour les articles homonymes, voir Corfou (homonymie).
Le district régional de Corfou (en grec : Περιφερειακή ενότητα Κέρκυρας) est un district régional de la périphérie des Îles Ioniennes. Son chef-lieu est la ville de Corfou. Il comprend les dèmes de Corfou (îles de Corfou, Othoni et adjacentes) et de Paxos (îles de Paxos et Antipaxos).

## Population
| Année | Population | Évolution                   | Densité         |
| ----- | ---------- | --------------------------- | --------------- |
| 1991  | 105 043    | -                           | 163,87/km²      |
| 2001  | 113 000    | environ 8 000 / environ 8 % | environ 180/km² |

## Dèmes (municipalités)
| Dème (2011) | Ancien dème            | Code YPES | Siège (2011)   | Ancien siège | Code postal | Préfixe tél. |
| ----------- | ---------------------- | --------- | -------------- | ------------ | ----------- | ------------ |
| Corfou      | Achilleio              | 2602      | Corfou (ville) | Gastoúri     | 490 84      | 26610-39     |
| Corfou      | Ágios Geórgios         | 2601      | Corfou (ville) | Agros        | 490 83      | 26630-7      |
| Corfou      | Corfou (ville)         | 2607      | Corfou (ville) |              | 491 00      | 26610        |
| Corfou      | Esperíes               | 2604      | Corfou (ville) | Velonádes    | 490 81      | 26630-7      |
| Corfou      | Féakes                 | 2616      | Corfou (ville) | Ýpsos        | 490 83      | 26610-97     |
| Corfou      | Kassopéa               | 2606      | Corfou (ville) | Kassiopi     | 491 00      | 26630-91     |
| Corfou      | Korissia               | 2608      | Corfou (ville) | Argyrades    | 490 80      | 26620-5      |
| Corfou      | Lefkimi                | 2609      | Corfou (ville) |              | 490 80      | 26620-2      |
| Corfou      | Melitiís               | 2611      | Corfou (ville) | Moraitika    | 490 81      | 26610-7      |
| Corfou      | Paleokastrítsa         | 2613      | Corfou (ville) | Lákones      | 490 83      | 26630-4      |
| Corfou      | Parélii                | 2615      | Corfou (ville) | Kokkíni      | 491 00      | 26610-9      |
| Corfou      | Thináli                | 2605      | Corfou (ville) | Akharavi     | 491 00      | 26630-63     |
| Corfou      | Érikoussa (communauté) | 2603      | Corfou (ville) |              | 491 00      | 26630-7      |
| Corfou      | Mathraki (communauté)  | 2610      | Corfou (ville) |              | 491 00      | 26630-71     |
| Corfou      | Othoni (communauté)    | 2612      | Corfou (ville) |              | 491 00      | 26630-71     |
| Paxos       | Paxos                  | 2614      | Gáios          | Gaios        | 490 82      | 26620-3      |